# 철원군·화천군·양구군 (1996년 선거구)
철원군·화천군·양구군은 대한민국의 옛 국회의원 선거구이다. 당시 강원도 철원군, 화천군, 양구군 지역을 관할했다.

## 역사
1995년 1월, 춘천시와 춘천군이 통합 춘천시로 통합되었다. 이에 제15대 국회의원 선거를 앞두고 춘천군·양구군·인제군 선거구가 폐지되었으며 이 과정에서 화천군·철원군 선거구에 양구군이 편입되어 철원군·화천군·양구군 선거구를 이루게 됨에 따라 폐지되었다.
제17대 국회의원 선거를 앞두고 인제군을 편입해 철원군·화천군·양구군·인제군 선거구를 이루게 됨에 따라 폐지되었다.

## 역대 국회의원
| 선거   | 정당 | 정당         | 의원   |
| ------ | ---- | ------------ | ------ |
| 1996년 |      | 신한국당     | 이용삼 |
| 2000년 |      | 새천년민주당 | 이용삼 |

## 역대 선거 결과

### 대한민국 제15대 국회의원 선거
|  | 47.91% |

|  | 34.76% |

|  | 8.97% |

|  | 8.34% |

### 대한민국 제16대 국회의원 선거
|  | 46.15% |

|  | 43.74% |

|  | 10.09% |

## 같이 보기
- 철원군의 국회의원
- 화천군의 국회의원
- 양구군의 국회의원